# Magadheera
Magadheera (tiếng Telugu: మగధీర)là một bộ phim bom tấn năm 2009 điện ảnh ngôn ngữ Telugu của đạo diễn SS Rajamouli và sản xuất bởi Allu Aravind. Ram Charan Teja đóng vai chính cùng với Kajal Aggarwal, trong khi các diễn viên Srihari và Dev Gill rất nổi bật vai trò khác.Sản xuất tại một ngân sách của INR 340.000.000 Rs, Magadheera costliest là bộ phim sản xuất trong ngành công nghiệp phim Telugu. Nhạc trong phim sáng tác bởi MM Keeravani, KK Senthil Kumar đóng vai trò về phần phim và được chỉnh sửa bởi Kotagiri Venkateswara Rao. Phim thu về 15,96 triệu USD, giành 2 giải Giải thưởng phim quốc gia của Ấn Độ, và được giới chuyên môn và nhiều khán giả đánh giá là một trong các phim thành công nhất của trung tâm điện ảnh tiếng Telugu, một trong các trung tâm sản xuất phim Nam Ấn.
Truyện phim lấy bối cảnh vào những năm 1600, khi Mughal cai trị các phần của Bắc Ấn Độ.Bộ phim nói về một chiến binh người bảo vệ công chúa của vương quốc của mình, anh ta đã hy sinh và sinh lại 400 năm sau đó để trả thù đối phương.Cốt truyện dựa vào thuyết luân hồi, một niềm tin rằng sau khi chết, linh hồn sẽ trở lại trong một cơ thể mới.
Đây là bộ phim thứ hai của Charan, đầu tiên là Chirutha, được phát hành trong năm 2007.Bộ phim nhận được đánh giá rất tích cực từ các nhà phê bình. The movie was a huge box office hit. Bộ phim là một hộp văn phòng hit lớn. Bộ phim này sẽ được gọi và thả vào trong ngôn ngữ Tamil như Mannadi Mannan.

## Nội dung
Harsha (Ram Charan Teja) là tay đua xe giỏi, vô tư và vui tính. Một ngày, trong khi đi trên chuyến xe và anh vô tình chạm phải Indu (Kajal Aggarwal). Ngay lập tức anh nhớ được những kỷ niệm giữa hai người ở kiếp trước. Anh vội chạy lại điểm dừng xe buýt nơi Indu đang đứng. Nhưng bởi anh đã không nhìn thấy khuôn mặt Indu nên anh đã hỏi Indu về cô gái mặc churidar trắng.(Indu lúc đó đã mặt thêm một chiếc áo khoác màu đen). Cô ấy trả lời có biết Indu. Harsha nói dối rằng anh và cô ấy đã yêu nhau và sau đó họ bị ngăn cản bởi cha cô. Anh hỏi Indu (người mà anh đã nói chuyện với tại trạm xe buýt) để gặp người đó ngay lập tức. Indu gạ gẫm với anh ta một lúc, bằng cách sử dụng anh ta để trả các hóa đơn của mình cho những gì họ ăn ở một nhà hàng và nhận được vé phim. Mặc dù cô chỉ nghĩ của Harsha như một vật tế thần lúc đầu và sau đó cô thấy mình rơi vào tình yêu với anh ta.
Trong khi đó, Raghuveer (Dev Gill) là người anh em họ với Indu và anh ta cũng bị quyến rũ bởi Indu. Anh quyết rằng phải có được Indu. Meanwhile bắt đầu cảm giác rằng cô ấy trong tình yêu với Harsha nơi Harsha yêu thương cô ấy mà không biết mặt cô thậm chí nó làm cho indu để cảm nhận sự vô tội của Harsha và trong khi indu đã được đi học đại học để cung cấp cho kỳ thi của mình trong một xe buýt RTC, một lần nữa Harsha chạm của cô vô tình và cảm thấy giống những gì anh đã cảm thấy tại trạm xe buýt, Harsha cưỡi ngựa đó đã chạy lên công chúng mà được sợ hãi của một số vấn đề khác mà đã được tạo ra bởi Raghuveer, Sau đó, Indu của chunni nổi trong không khí và được đánh bắt bởi Harsha và bao gồm các khuôn mặt của mình và đuổi xe buýt và đi kèm với một kết luận rằng ông đã tìm kiếm các cô gái mà ông thường xuyên gặp gỡ.Và Harsha đóng một prank combinely với bạn mình (Sunil) bằng cách nói rằng ông đã tìm thấy indu (Ông nói dối của) để Indu (kajal) và làm cho cô ấy cảm thấy ghen tị và nơi cô đến để biết rằng ông đã tìm thấy một thực tế và cả hai đều có một bản song ca hát (Panchadara Bomma komma) Và Harsha đi hỏi cha của Indu về hôn nhân. Raghuveer strangles cha và khung Indu của Harsha.Indu tin rằng người anh em họ của cô và nghĩ rằng Harsha bị giết cha mình.Harsha cố gắng để nói sự thật của cô, sau đó khi họ có được lên máy bay trực thăng và leo lên nó, nhưng vô ích. Khi Indu hét lên lúc ông ra đi, tay cô vô tình chạm của Harsha. Harsha rơi vào đại dương và ghi nhớ cuộc sống quá khứ của mình. Kalabhairava (Ram Charan Teja) là những chiến binh ghê gớm nhất và vinh dự trong vương quốc của Udaigarh. Gia đình ông đã được bảo vệ vương quốc và gia đình hoàng gia cho các thế hệ. Mithra Vinda Devi (Kajal Aggarwal) là công chúa và người thừa kế rõ ràng tới ngai vàng.anh em họ của cô Ranadheer Billa (Dev Gill) là bảo vệ đầu và thu hút đối với Mithra. Sher Khan (Srihari) là chờ đợi trên biên giới để xâm nhập Udaigarh. Bhairava và Mithra yêu nhau.
Một ngày, tại một cuộc cạnh tranh, Ranadheer lay manh vay tren nguoi Mithra và nói rằng người nào thắng cuộc thi nên kết hôn với Mithra Mithra giận dữ đồng ý với điều kiện mà kẻ thua cuộc sẽ bị lưu đày. Bhairava thắng và Ranadheer chịu lưu đày.Tuy nhiên, theo yêu cầu của cha của Mithra, Bhairava nói rằng ông không yêu Mithra và không muốn cưới cô.Sher Khan xâm nhập với sự giúp đỡ của kẻ phản bội Ranadheer.Sher Khan thách thức Bhairava để giết 100 người đàn ông.Trong trận chiến, Mithra, Bhairava, và Ranadheer đều bị giết. Harsha được cứu bởi Soloman (Srihari). Harsha cứu Indu từ các li hợp của Raghveer và nói với cô cuộc sống trước đây của họ. Ban đầu, Indu không tin anh, nhưng khi cô ấy thấy bức tranh cô thực hiện trong cuộc sống quá khứ của cô, cô nhận ra Harsha là nói sự thật.Cuối cùng Harsha giết chết Raghveer và hai người ở bên nhau mãi mãi.